# Opatija Vézelay
Opatija Vézelay, znana i kao Bazilika Svete Marije Magdalene (francuski: Basilique Sainte-Marie-Madeleine) je bila samostan (benediktinaca iz Clunyja) u Vézelayu u francuskom departmanu Yonne u pokrajini Burgundiji. Benediktinska opatska crkva Svete Marije Magdalene iz 12. stoljeća, zajedno sa svojim slikama i skulpturama na kapitelima i portalima, predstavlja jedinstveno remek-djelo burgundske romaničke umjetnosti i arhitekture, premda je veći dio izvanjskih skulptura uništen za vrijeme francuske revolucije. Crkva i brdo u Vézelayu su dospjeli na UNESCOv popis mjesta svjetske baštine u Europi 1979. godine.

## Povijest
Još u ranom srednjem vijeku, netom nakon što ju je u 9. stoljeću osnovao Girard de Roussillon, opatija Vézelay, smještena na jedinom brežuljku iznad prostranih polja i vinograda kojima protječe rijeka Cure, postala je središnjim mjestom kršćanstva. Osobito je bila privlačna hodočasnicima na putu za Santiago de Compostela u Španjolskoj zbog snažnog kulta Marije Magdalene i njenih relikvija. Godine 1146., Sveti Bernard je tu propovijedao Drugi križarski rat, a Filip August i Rikard I. Lavljeg Srca su se tu sastali prije svog polaska na Treći križarski rat 1190. godine. Također, poznato je da se kralj Luj Sveti, tu volio odmarati. 
Zbog navoda kako su “prave relikvije” sv. Marije Magdalene pronađene u sv. Maksiminu u Provansi, opatijska privlačnost je počela da blijedi u 13. stoljeću. Godine 1537., opatija je ras-posvećena i monasi su zamijenjeni "kanonicima". Tijekom vjerskih ratova u 16. stoljeću, Vézelay je bio mjestom oštrih sukoba. Također, revolucionari su 1796. godine bili iznimno okrutni prema gradu, te su prodali opatiju kao obično državno vlasništvo. 
Arhitekt Viollet-le-Duc ju je u 19. stoljeću spasio od uništenja i zaborava, te danas crkva sv. Marije Magdalene ostaje nezaobilazno remek-djelo romaničke umjetnosti.

## Arhitektura
Bazilika Svete Marije Magdalene je izvorno bila jednostavni benediktinski samostan, što se može vidjeti iz njene skromne fasade i prostog plana latinskog križa. No, dojam njezine veličine može se dobiti tek hodanjem oko građevine; ona je duža od 120 metara. Narteks, koji potječe iz 1140. godine, je bio sastajalište hodočasnika koji su se u njegovoj sjeni pripremali za ulazak u obasjani interijer. Glavni brod iz 1120. godine je visok 18 metara i sastoji se od 10 traveja (udaljenost između četiri stupa) iznad kojih se izmjenjuju svijetli i tamni lukovi svoda. Na svakom stupu su isklesani reljefni kapiteli koji prikazuju scene iz Biblije i života svetaca. Gotički kor oltara (iz kasnog 12. stoljeća) je izvor svjetla s centralnim trostrukim prozorom (triforium). U karolinškoj kripti ispod oltara čuvaju se relikvije Marie Magdalene. Transept je produžen s južne strane redovničkom kućom i klaustrom iz 13. stoljeća.
- Zapadno pročelje
- Romanički svod (1976.)
- Gotički snopasti stupovi kora
- Čudesni mlin, reljef s kapitela narteksa
- Kapitel s prikazom dvoboja

## Skulpture
Benediktinci iz Opatije u Clunyju smatraju kako svako umjetničko djelo mora biti dar Bogu i dar je od Boga, što primjenjuju u svakoj novoutemeljenoj benediktinskoj opatiji, pa tako i u Vazelayu. Blistav primjer romaničke skulpture i vrsno svjedočanstvo plastičnih vrijednosti burgundske škole su kapiteli polustupova uz pilone glavnog broda, ukrašeni snažnim reljefima.
Još glasovitiji i blistaviji je timpan (luneta) iznad dvodijelnih ulaznih vrata. Na njemu Krist dominantnih proporcija, u mandorli (vretenasti okvir) koja razbija kadar, prenosi apostolima svoje moći. Spisateljska milost mu struji iz vrhova prstiju i nadahnjuje učenike koji će njegovo učenje objavljivati svim narodima svijeta. Oni su pak prikazani na pločama što okružuju lunetu, a dolje, na drugom frizu kamenog nadrvatnika (arhitrav) uprizorena je povorka očajnika (u njoj ima i Pigmeja, i ljudi vučjih glava i drugih fantazmagoruičnih likova) koji čekaju ishod Posljednjeg suda. Plastična snaga raste s dinamičnim nabojem izvijenih linija i grčevitim pokretima figura, s njom i strepnja, strah pred sudbinom, koji je neuki romanički vjernik zasigurno morao osjetiti kada bi se ulazeći u crkvu, susreo sa strogim upozoravajućim pogledom Krista suca.